# Rāhui

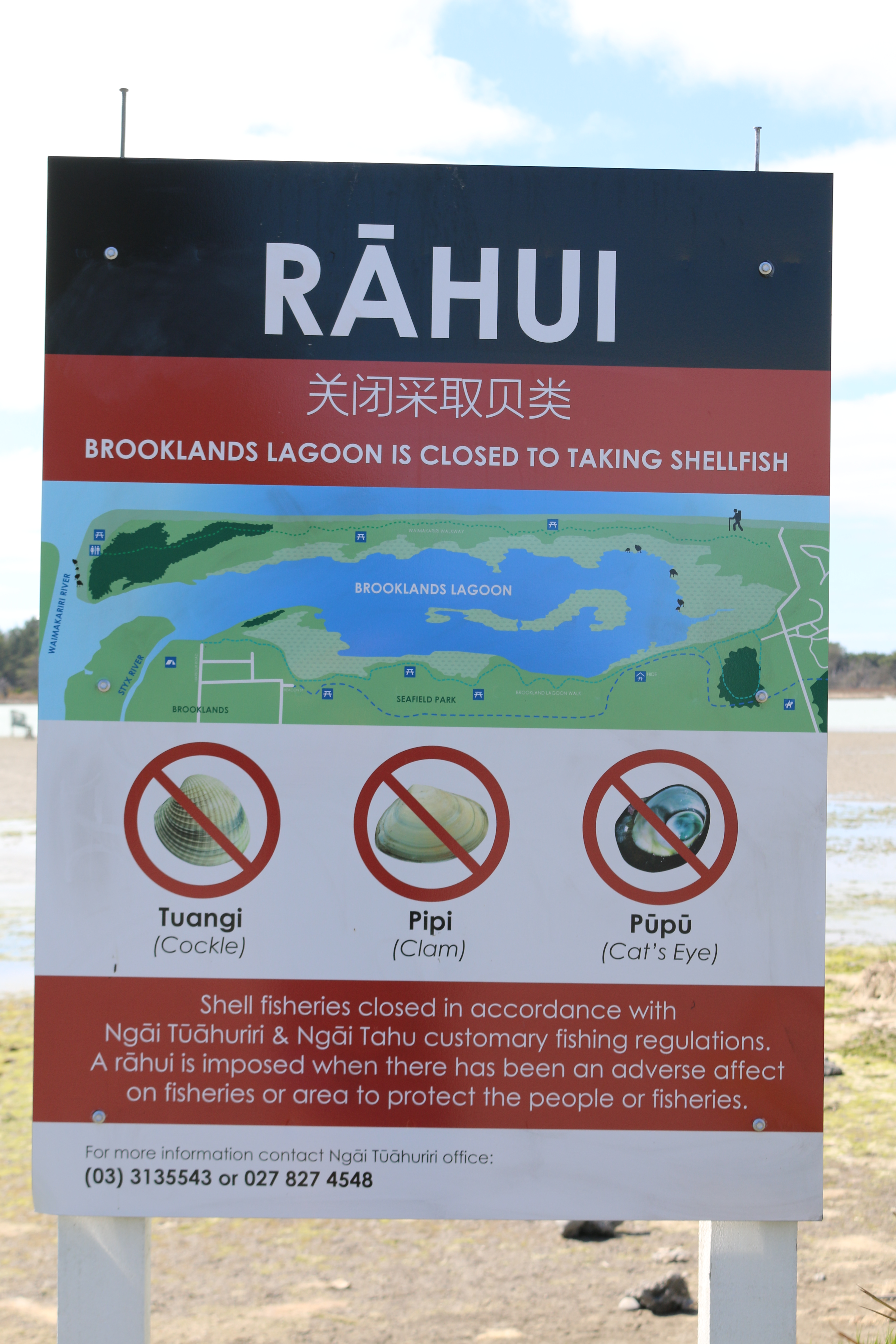
Un panneau annonçant un rāhui sur trois espèces de coquillage dans le.

Dans les cultures polynésiennes, un rāhui est une interdiction temporaire d'utiliser un endroit spécifique, à la fois afin de favoriser le développement de la faune et de la flore et pour des raisons spirituelles ou politiques. Il est pratiqué notamment dans la culture māori et connaît une résurgence en Polynésie française.

## Caractéristiques générales
Le rāhui est souvent considéré comme une forme de tapu. Selon Tamatoa Bambridge, décrire le rāhui en termes de droits de propriété est un biais hérité de l'histoire coloniale et il est plus exact de le qualifier de commun foncier. Les rāhui peuvent exceptionnellement durer très longtemps, un des plus longs ayant perduré 30 ans à Huahine au XIXe siècle selon les écrits d'un missionnaire chrétien.

## Tikanga māori

### Histoire
Au XIXe siècle, la presse en langue māori discute beaucoup du potentiel des rāhui comme réaction au Native Lands Act 1865 (en) et comme moyen de léguer un environnement florissant aux générations futures. Les missionnaires contribuent à réprimer la pratique du rāhui.

### Types

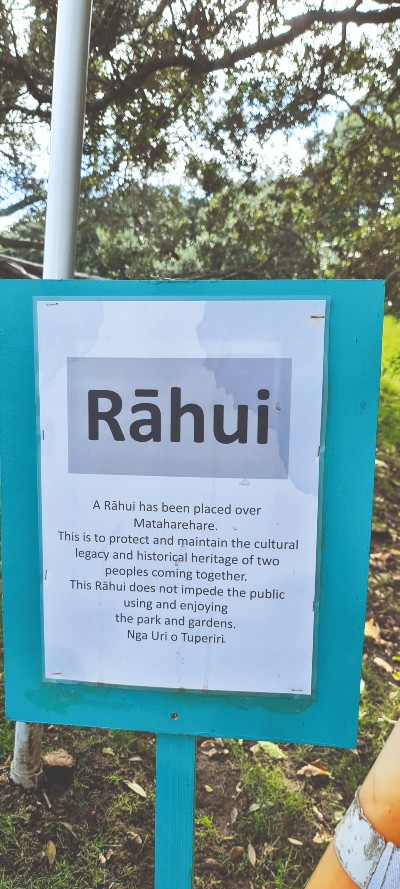
Exemple d'un rāhui politique en 2021 en réaction à un projet de mémorial pour le vol Air New Zealand 901 dans la roseraie de Parnell.

Dans les traditions juridiques māori, plusieurs types de rāhui sont pratiqués. La forme la plus poussée est le rāhui politique, qui comporte notamment des invocations collectives de puissances divines à l'égard d'ennemis. Cette cérémonie a été fortement réprimée par le Tohunga Suppression Act 1907 (en), qui criminalise les tohunga. Pendant la pandémie de Covid-19 en Nouvelle-Zélande, des activistes ont appelé à redéfinir le lockdown (confinement) comme un rāhui afin de mettre l'accent sur la protection plutôt que la répression. Le gouvernement n'a pas donné suite à cette proposition. Toutefois, des autorités locales comme celles de l'iwi Ngāti Manawa (en) ont intégré les rāhui dans leur politique de lutte contre le virus.

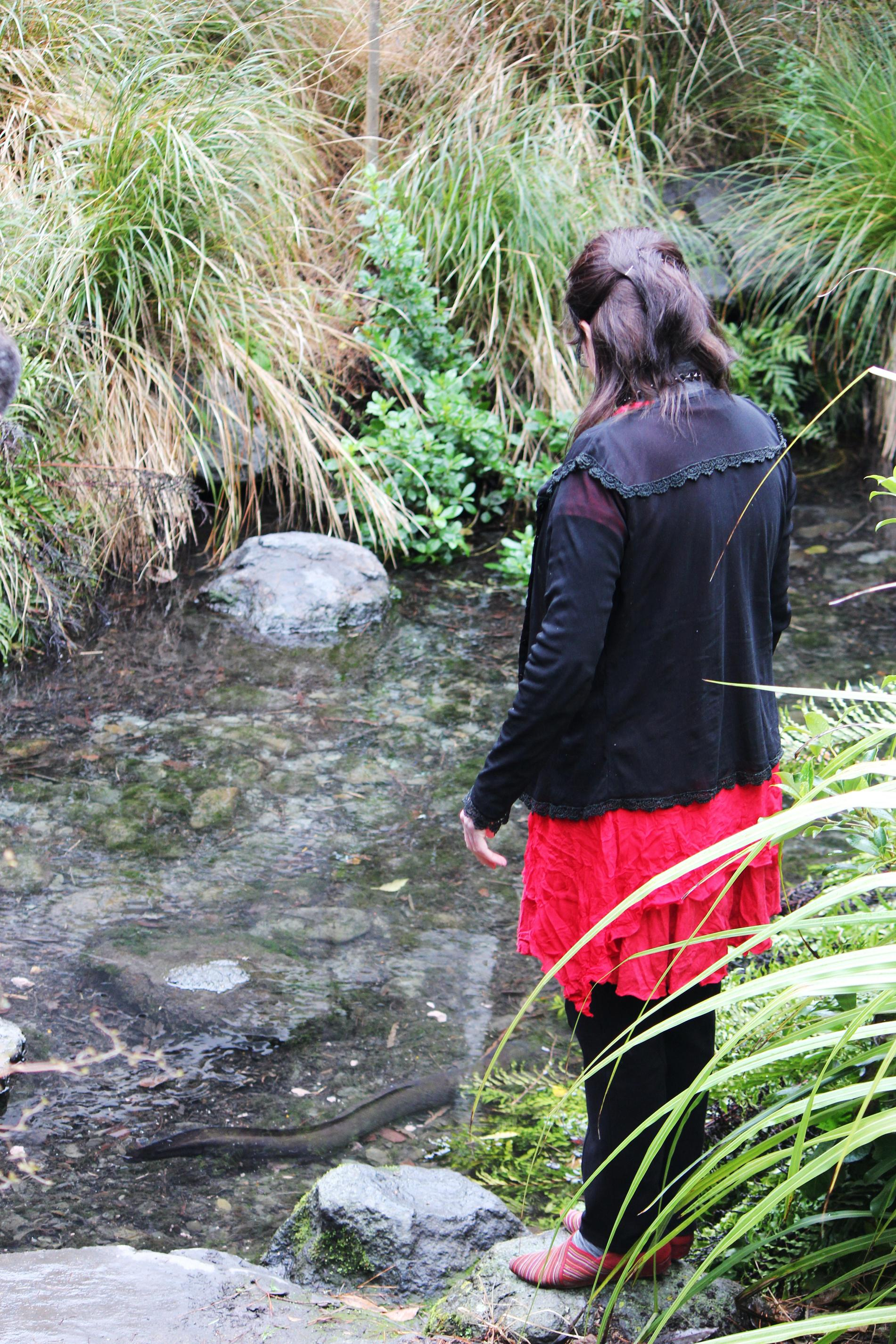
Une visite guidée en 2012 dans un rāhui près de Christchurch qui protège les anguilles et les alevins, visibles dans l'eau.

Plus communs sont les rāhui de conservation, qui concernent les pêcheries ou certaines plantes. Ces aires de protection ont, elles, été en partie légalisées par le droit étatique dans le domaine de la pêche à travers le Fisheries Act 1996 (en). Les rāhui sur des terres par contre ne sont pas officiellement reconnus. Ainsi, par exemple, le 2 décembre 2017, l'iwi Te Kawerau ā Maki (en) place un rāhui sur la forêt de kauri qui couvre de vastes zones des chaînes Waitakere pour tenter de ralentir la propagation du dépérissement du kauri. De nombreux groupes de randonneurs pakeha refusent d'obtempérer, exprimant ouvertement du mépris pour cette forme traditionnelle autochtone de préservation de la nature. Le Conseil d'Auckland finit par intervenir pour faire appliquer les restrictions préconisées par l'iwi : désinfection des semelles et fermeture d'une partie des sentiers.
Un autre type est le rāhui de deuil, qui consiste par exemple à interdire la baignade sur une plage après une noyade en mer. Ce genre-ci de rāhui est largement pratiqué au XXIe siècle, décrété par exemple par les rūnanga (en) locaux, mais il n'est pas toujours respecté par tous les pakeha, ce qui en fait parfois une occasion de tensions et de revendications de résistance autochtone.

## Polynésie française

### Histoire

#### Dynastie Pōmare et colonisation
À travers son Code de 1824 qui abolit le titre de noblesse des arii pour en faire des tavana, Pōmare II se réserve le droit de proclamer les rāhui et l'utilise pour monopoliser le commerce des perles noires, du cochon et de l'amidon jusqu'en 1830. En même temps, les nombreux missionnaires en activité dans la région adoptent des attitudes très différentes face au rāhui: dans l'archipel de la Société, ils tentent de l'abolir pour couper les liens avec les ancêtres, tandis qu'aux îles Tuamotu, ils se réapproprient la notion pour l'intégrer au système de gestion des plantations de cocotiers. Après l'annexion en 1897, l'administration coloniale française réintroduit le rāhui à Raiatea pour obtenir la paix sociale, mais seulement sur la récolte des noix de coco et à la décision du chef de district.

#### Renouveau auXXIesiècle

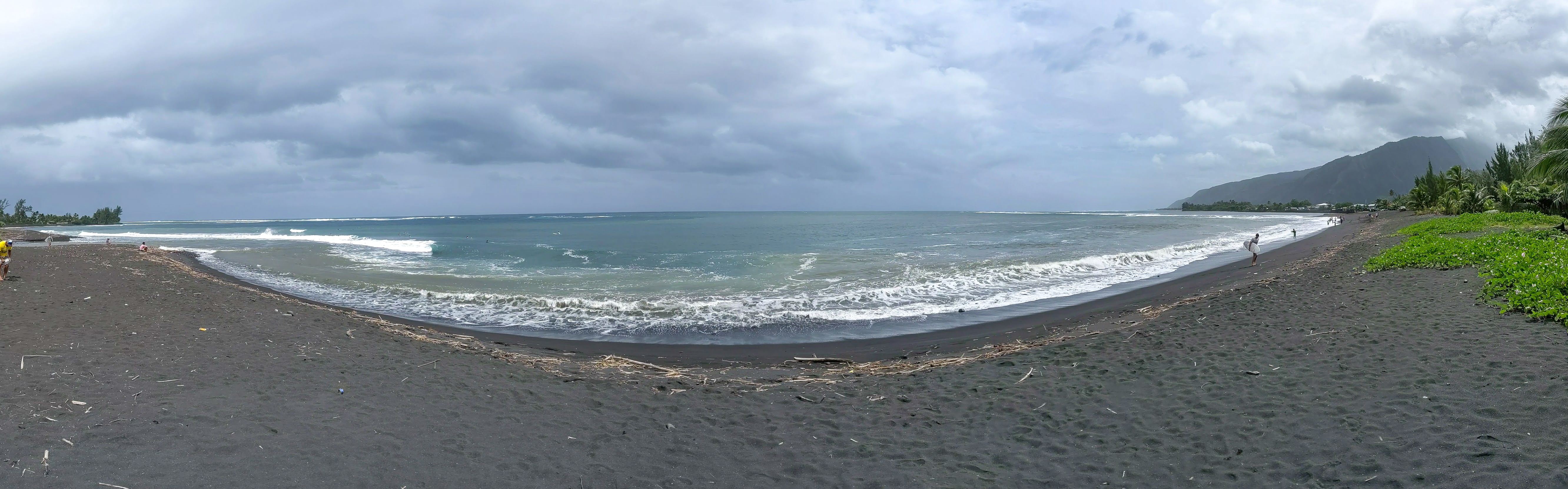
Une plage de Teahupo'o en 2019.

En 1984, la mairie de Rapa instaure un rāhui pour la pêche sur une partie du littoral, progressivement étendu dans les décennies suivantes,. À Anaa, la création d'une aire marine éducative a participé à sensibiliser la communauté scolaire locale à la disparition des poissons Albula glossodonta. L'école a présenté une pétition pour instituer un rāhui et augmenter les ratios administratifs de conservation de cette espèce imposés aux pêcheurs, et elle a obtenu gain de cause le 1er mars 2019. Sur Tahiti, le lagon de Teahupo'o est rāhui depuis 2014. En 2023, une fédération des rāhui est formée. Il existe un projet pour un grand Rahui Nui no Tuhaa Pae.

### Gestion
Les rāhui en Polynésie française contemporaine sont officiellement gérés par des comités appelés tōmite rāhui qui sont soumis aux mêmes obligations qu'une association loi de 1901. Ils s'inscrivent dans des relations politiques complexes entre organisations locales et centrales, et leur lien à la tradition est compris de manières diverses.

## Bibliographie

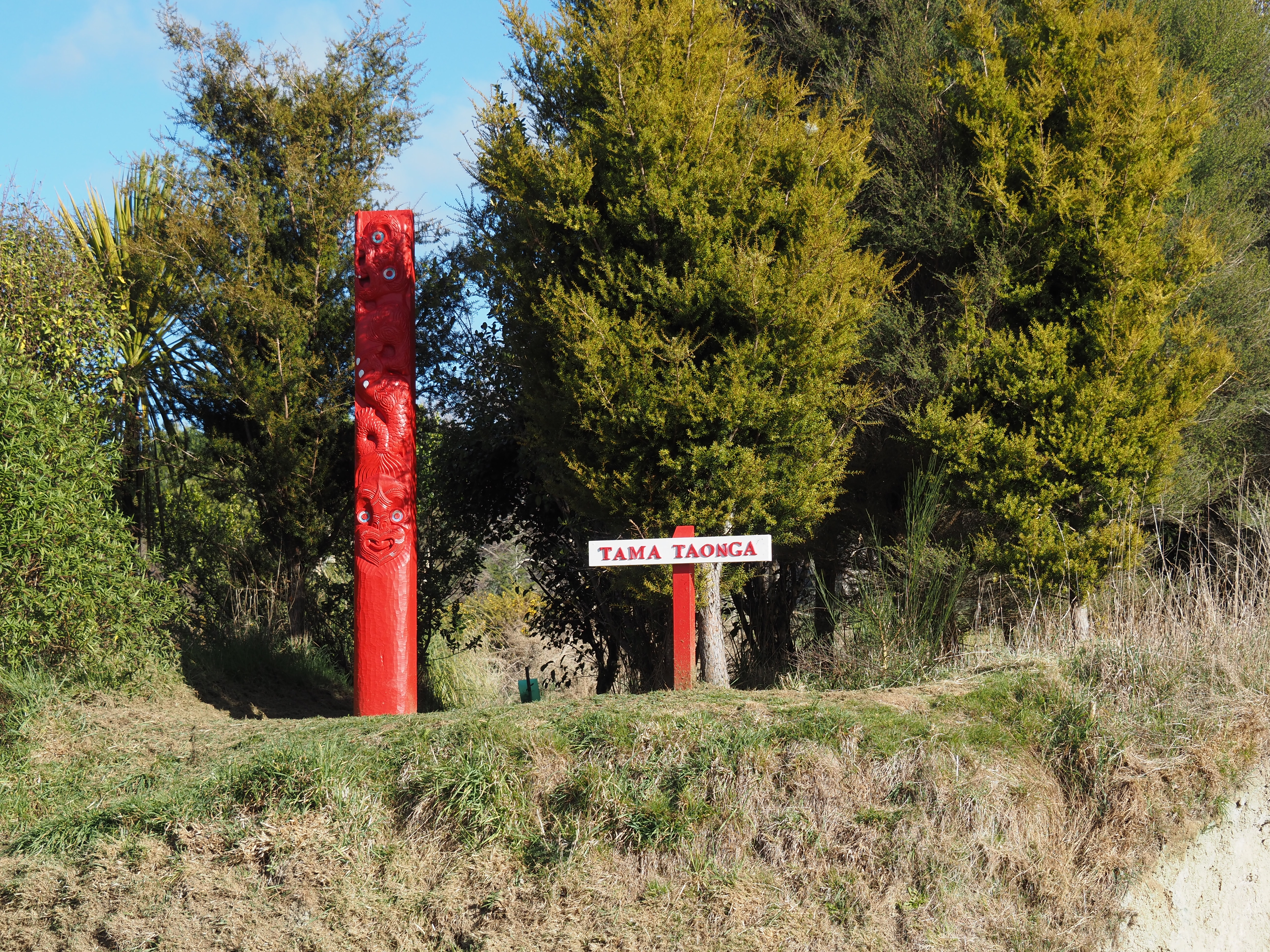
Un pouwhenua marquant la limite d'un rāhui près de la rivière Mawaihakona.